# Al-Hawl
al-Hawl (arabiska: الهول; uttalat [æl'hawl]), också stavat al-Hole, al-Hol, al-Hool och al-Houl, är en stad i provinsen al-Hasaka, i nordöstra Syrien. Det är en huvudort för al-Hawl Nahiya som består av 22 kommuner. Vid folkräkningen 2004 hade staden en befolkning på 3 409.
Under det syriska inbördeskriget erövrades al-Hawl av IS-styrkor, och det blev därefter ett av de stora IS-fästena i nordöstra Syrien. Den 13 november 2015 erövrades al-Hawl av Syriska demokratiska styrkorna (SDF, Syrian Democratic Forces), i det som ansågs vara den första strategiska framgången av den då nyetablerade SDF.

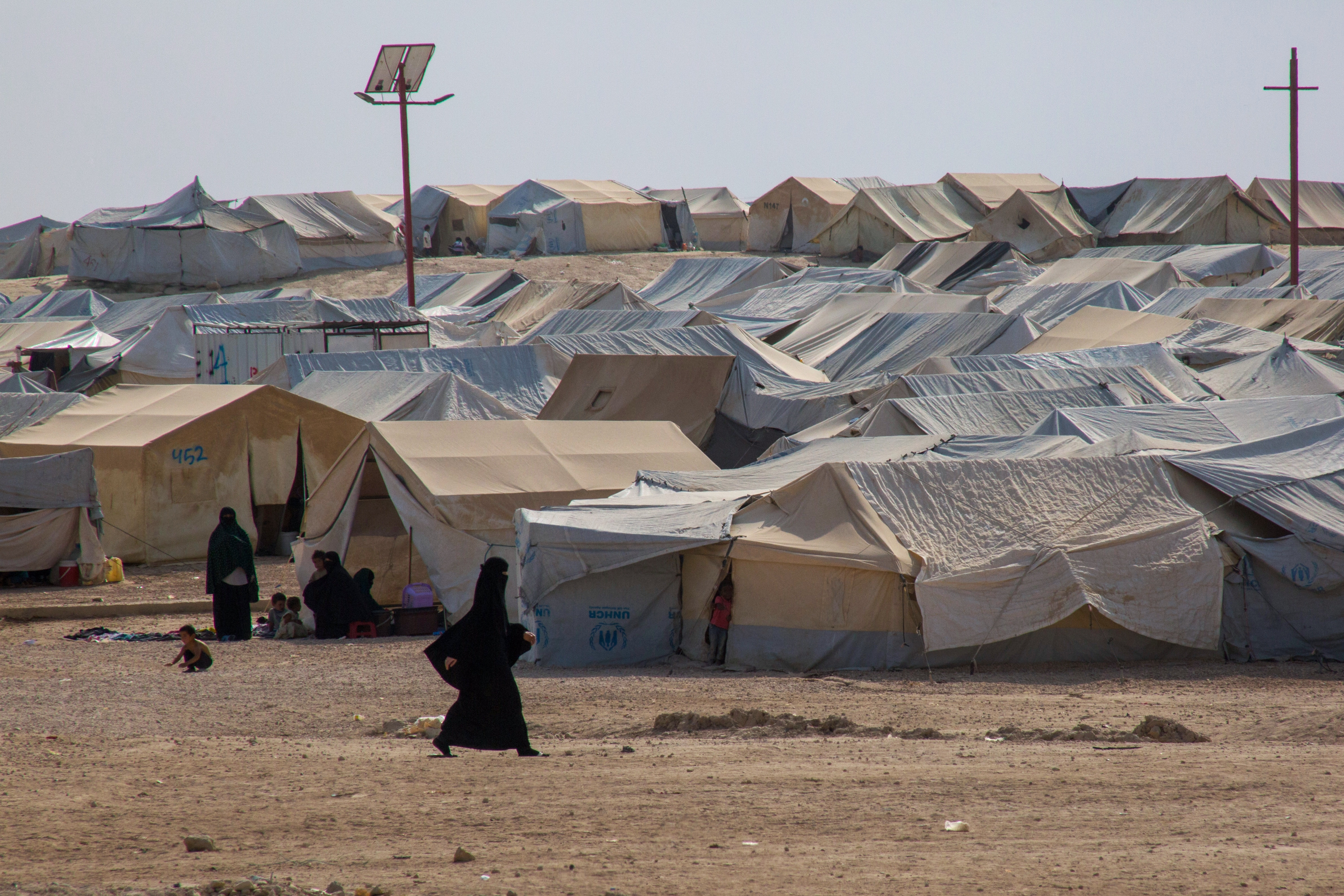
Del av al-Hawl-lägret i oktober 2019.

## al-Hawl-lägret
Strax söder om al-Hawl ligger al-Hawl-lägret, grundat 1991 som ett flyktingläger. Det etablerades för att härbärgera flyktingar från av Kuwaitkriget och öppnades åter 2003, efter invasionen av Irak, som ett av tre flyktingläger strax väster om gränsen.
Efter SDF:s erövring av området öppnades det på nytt 2016, då främst för att ta hand om människor som flytt undan IS-kontrollerade områden. Allt eftersom resten av IS kalifat föll samman, omvandlades stora delar av lägret till ett rent interneringsläger.
Av totalt cirka 68 000 lägerboende var 2019 cirka 94 procent kvinnor och barn, varav knappt 30 procent under fem års ålder. Cirka 15 000 betraktades som misstänkta IS-medlemmar och -sympatisörer, och dessa befann sig då i en inhägnad och bevakad del av lägret. Majoriteten av dessa var utländska medborgare eller barn till utländska medborgare (från enligt uppgift 62 olika länder). Den av många önskade krigsförbrytartribunalen har inte förverkligats, och endast vissa europeiska länder har repatrierat och lagfört de av sina medborgare som suttit internerade i lägret. Under tiden bevakas lägret, som internt styrs som ett "minikalifat", av 300–400 SDF-vakter.